# Kyshoen Jarrett
Kyshoen Jarrett (Tannersville, 4 maggio 1993) è un giocatore di football americano statunitense che milita nel ruolo di strong safety per i Washington Redskins della National Football League (NFL).

## Biografia

### Washington Redskins
Dopo avere giocato al college a football a Virginia Tech, Jarrett fu scelto nel corso del sesto giro (181º assoluto) del Draft NFL 2015 dai Washington Redskins. Debuttò come professionista subentrando nella gara del primo turno contro i Miami Dolphins in cui mise a segno un tackle. La sua stagione da rookie si concluse disputando tutte le 16 partite, 6 come titolare, con 58 tackle e un fumble forzato nella gara della settimana 6 contro i New York Jets.

## Statistiche
| Partite totali      | 16  |
| Partite da titolare | 6   |
| Tackle totali       | 58  |
| Sack                | 0,0 |
| Intercetti          | 0   |
| Fumble forzati      | 1   |

Statistiche aggiornate alla stagione 2015